# Britania Secunda
Britania Secunda o Britannia Secunda fue una de las provincias romanas de la diócesis de Britania que abarcaba lo que hoy es el norte de Inglaterra.
Posiblemente fue parte de las reformas administrativas dispuestas por Constancio Cloro en Bretania alrededor del 296, durante el principado de Diocleciano, después de vencer al usurpador Allectus.
Lo seguro es que para el 312 la división mencionada estaba ya asentada.
Los gobernadores de Britania Secunda eran de rango ecuestre, aunque pocos son conocidos por su nombre. Su capital estaba en Eburacum (York), una de las principales ciudades de la tribu de los brigantes. 
|                                                          |                                                          |                                                          |                                                          |                                                          |                                                          |                                                         |                                                         |                                                         |                                                         | Britania 43-c.197 Capital Camulodunum (Colchester) (43-c.63), luego Londinium (Londres) |                                                         |                                                      |                                                      |                                                            |                                                            |                                                             |                                                             |                                                             |                                                             |                                                             |                                                             |  |  |                                                           |                                                           |                                                           |                                                           |                                                           |                                                           |  |  |                                                     |                                                     |                                                     |                                                     |                                                     |                                                     |  |  |  |  |  |  |  |  |  |  |  |  |  |  |  |  |  |  |  |  |  |  |  |  |  |  |  |  |
|                                                          |                                                          |                                                          |                                                          |                                                          |                                                          |                                                         |                                                         |                                                         |                                                         |                                                                                         |                                                         |                                                      |                                                      |                                                            |                                                            |                                                             |                                                             |                                                             |                                                             |                                                             |                                                             |  |  |                                                           |                                                           |                                                           |                                                           |                                                           |                                                           |  |  |                                                     |                                                     |                                                     |                                                     |                                                     |                                                     |  |  |  |  |  |  |  |  |  |  |  |  |  |  |  |  |  |  |  |  |  |  |  |  |  |  |  |  |
|                                                          |                                                          |                                                          |                                                          |                                                          |                                                          |                                                         |                                                         |                                                         |                                                         |                                                                                         |                                                         |                                                      |                                                      |                                                            |                                                            |                                                             |                                                             |                                                             |                                                             |                                                             |                                                             |  |  |                                                           |                                                           |                                                           |                                                           |                                                           |                                                           |  |  |                                                     |                                                     |                                                     |                                                     |                                                     |                                                     |  |  |  |  |  |  |  |  |  |  |  |  |  |  |  |  |  |  |  |  |  |  |  |  |  |  |  |  |
|                                                          |                                                          |                                                          |                                                          |                                                          |                                                          | Britania Inferior, c.197-c.296, Capital Eboracum (York) | Britania Inferior, c.197-c.296, Capital Eboracum (York) | Britania Inferior, c.197-c.296, Capital Eboracum (York) | Britania Inferior, c.197-c.296, Capital Eboracum (York) | Britania Inferior, c.197-c.296, Capital Eboracum (York)                                 | Britania Inferior, c.197-c.296, Capital Eboracum (York) |                                                      |                                                      | Britania Superior c.197-c.296, Capital Londinium (Londres) | Britania Superior c.197-c.296, Capital Londinium (Londres) | Britania Superior c.197-c.296, Capital Londinium (Londres)  | Britania Superior c.197-c.296, Capital Londinium (Londres)  | Britania Superior c.197-c.296, Capital Londinium (Londres)  | Britania Superior c.197-c.296, Capital Londinium (Londres)  |                                                             |                                                             |  |  |                                                           |                                                           |                                                           |                                                           |                                                           |                                                           |  |  |                                                     |                                                     |                                                     |                                                     |                                                     |                                                     |  |  |  |  |  |  |  |  |  |  |  |  |  |  |  |  |  |  |  |  |  |  |  |  |  |  |  |  |
|                                                          |                                                          |                                                          |                                                          |                                                          |                                                          | Britania Inferior, c.197-c.296, Capital Eboracum (York) | Britania Inferior, c.197-c.296, Capital Eboracum (York) | Britania Inferior, c.197-c.296, Capital Eboracum (York) | Britania Inferior, c.197-c.296, Capital Eboracum (York) | Britania Inferior, c.197-c.296, Capital Eboracum (York)                                 | Britania Inferior, c.197-c.296, Capital Eboracum (York) |                                                      |                                                      | Britania Superior c.197-c.296, Capital Londinium (Londres) | Britania Superior c.197-c.296, Capital Londinium (Londres) | Britania Superior c.197-c.296, Capital Londinium (Londres)  | Britania Superior c.197-c.296, Capital Londinium (Londres)  | Britania Superior c.197-c.296, Capital Londinium (Londres)  | Britania Superior c.197-c.296, Capital Londinium (Londres)  |                                                             |                                                             |  |  |                                                           |                                                           |                                                           |                                                           |                                                           |                                                           |  |  |                                                     |                                                     |                                                     |                                                     |                                                     |                                                     |  |  |  |  |  |  |  |  |  |  |  |  |  |  |  |  |  |  |  |  |  |  |  |  |  |  |  |  |
|                                                          |                                                          |                                                          |                                                          |                                                          |                                                          |                                                         |                                                         |                                                         |                                                         |                                                                                         |                                                         |                                                      |                                                      |                                                            |                                                            |                                                             |                                                             |                                                             |                                                             |                                                             |                                                             |  |  |                                                           |                                                           |                                                           |                                                           |                                                           |                                                           |  |  |                                                     |                                                     |                                                     |                                                     |                                                     |                                                     |  |  |  |  |  |  |  |  |  |  |  |  |  |  |  |  |  |  |  |  |  |  |  |  |  |  |  |  |
| Flavia Caesariensis, c.296-369, Capital Lindum (Lincoln) | Flavia Caesariensis, c.296-369, Capital Lindum (Lincoln) | Flavia Caesariensis, c.296-369, Capital Lindum (Lincoln) | Flavia Caesariensis, c.296-369, Capital Lindum (Lincoln) | Flavia Caesariensis, c.296-369, Capital Lindum (Lincoln) | Flavia Caesariensis, c.296-369, Capital Lindum (Lincoln) |                                                         |                                                         | Britania Secunda, c.296-369, Capital Eboracum (York)    | Britania Secunda, c.296-369, Capital Eboracum (York)    | Britania Secunda, c.296-369, Capital Eboracum (York)                                    | Britania Secunda, c.296-369, Capital Eboracum (York)    | Britania Secunda, c.296-369, Capital Eboracum (York) | Britania Secunda, c.296-369, Capital Eboracum (York) |                                                            |                                                            | Maxima Caesariensis, c.296-369, Capital Londinium (Londres) | Maxima Caesariensis, c.296-369, Capital Londinium (Londres) | Maxima Caesariensis, c.296-369, Capital Londinium (Londres) | Maxima Caesariensis, c.296-369, Capital Londinium (Londres) | Maxima Caesariensis, c.296-369, Capital Londinium (Londres) | Maxima Caesariensis, c.296-369, Capital Londinium (Londres) |  |  | Britania Prima, c.296-369, Capital Corinium (Cirencester) | Britania Prima, c.296-369, Capital Corinium (Cirencester) | Britania Prima, c.296-369, Capital Corinium (Cirencester) | Britania Prima, c.296-369, Capital Corinium (Cirencester) | Britania Prima, c.296-369, Capital Corinium (Cirencester) | Britania Prima, c.296-369, Capital Corinium (Cirencester) |  |  |                                                     |                                                     |                                                     |                                                     |                                                     |                                                     |  |  |  |  |  |  |  |  |  |  |  |  |  |  |  |  |  |  |  |  |  |  |  |  |  |  |  |  |
| Flavia Caesariensis, c.296-369, Capital Lindum (Lincoln) | Flavia Caesariensis, c.296-369, Capital Lindum (Lincoln) | Flavia Caesariensis, c.296-369, Capital Lindum (Lincoln) | Flavia Caesariensis, c.296-369, Capital Lindum (Lincoln) | Flavia Caesariensis, c.296-369, Capital Lindum (Lincoln) | Flavia Caesariensis, c.296-369, Capital Lindum (Lincoln) |                                                         |                                                         | Britania Secunda, c.296-369, Capital Eboracum (York)    | Britania Secunda, c.296-369, Capital Eboracum (York)    | Britania Secunda, c.296-369, Capital Eboracum (York)                                    | Britania Secunda, c.296-369, Capital Eboracum (York)    | Britania Secunda, c.296-369, Capital Eboracum (York) | Britania Secunda, c.296-369, Capital Eboracum (York) |                                                            |                                                            | Maxima Caesariensis, c.296-369, Capital Londinium (Londres) | Maxima Caesariensis, c.296-369, Capital Londinium (Londres) | Maxima Caesariensis, c.296-369, Capital Londinium (Londres) | Maxima Caesariensis, c.296-369, Capital Londinium (Londres) | Maxima Caesariensis, c.296-369, Capital Londinium (Londres) | Maxima Caesariensis, c.296-369, Capital Londinium (Londres) |  |  | Britania Prima, c.296-369, Capital Corinium (Cirencester) | Britania Prima, c.296-369, Capital Corinium (Cirencester) | Britania Prima, c.296-369, Capital Corinium (Cirencester) | Britania Prima, c.296-369, Capital Corinium (Cirencester) | Britania Prima, c.296-369, Capital Corinium (Cirencester) | Britania Prima, c.296-369, Capital Corinium (Cirencester) |  |  |                                                     |                                                     |                                                     |                                                     |                                                     |                                                     |  |  |  |  |  |  |  |  |  |  |  |  |  |  |  |  |  |  |  |  |  |  |  |  |  |  |  |  |
| Flavia Caesariensis, c.369-410, Capital Lindum (Lincoln) | Flavia Caesariensis, c.369-410, Capital Lindum (Lincoln) | Flavia Caesariensis, c.369-410, Capital Lindum (Lincoln) | Flavia Caesariensis, c.369-410, Capital Lindum (Lincoln) | Flavia Caesariensis, c.369-410, Capital Lindum (Lincoln) | Flavia Caesariensis, c.369-410, Capital Lindum (Lincoln) |                                                         |                                                         | Britania Secunda, c.369-410, Capital Eboracum (York)    | Britania Secunda, c.369-410, Capital Eboracum (York)    | Britania Secunda, c.369-410, Capital Eboracum (York)                                    | Britania Secunda, c.369-410, Capital Eboracum (York)    | Britania Secunda, c.369-410, Capital Eboracum (York) | Britania Secunda, c.369-410, Capital Eboracum (York) |                                                            |                                                            | Maxima Caesariensis, c.369-410, Capital Londinium (Londres) | Maxima Caesariensis, c.369-410, Capital Londinium (Londres) | Maxima Caesariensis, c.369-410, Capital Londinium (Londres) | Maxima Caesariensis, c.369-410, Capital Londinium (Londres) | Maxima Caesariensis, c.369-410, Capital Londinium (Londres) | Maxima Caesariensis, c.369-410, Capital Londinium (Londres) |  |  | Britania Prima, c.369-410, Capital Corinium (Cirencester) | Britania Prima, c.369-410, Capital Corinium (Cirencester) | Britania Prima, c.369-410, Capital Corinium (Cirencester) | Britania Prima, c.369-410, Capital Corinium (Cirencester) | Britania Prima, c.369-410, Capital Corinium (Cirencester) | Britania Prima, c.369-410, Capital Corinium (Cirencester) |  |  | Valentia, c.369-410, Capital Luguvalium? (Carlisle) | Valentia, c.369-410, Capital Luguvalium? (Carlisle) | Valentia, c.369-410, Capital Luguvalium? (Carlisle) | Valentia, c.369-410, Capital Luguvalium? (Carlisle) | Valentia, c.369-410, Capital Luguvalium? (Carlisle) | Valentia, c.369-410, Capital Luguvalium? (Carlisle) |  |  |  |  |  |  |  |  |  |  |  |  |  |  |  |  |  |  |  |  |  |  |  |  |  |  |  |  |